# آلساندرو د استفانی
آلساندرو دِ استفانی (ایتالیایی: Alessandro De Stefani؛ ‏ ۱ ژانویهٔ ۱۸۹۱ – ۱۳ مهٔ ۱۹۷۰) فیلم‌نامه‌نویس اهل ایتالیا بود.
از فیلم‌هایی که وی در آن‌ها نقش داشته‌است، می‌توان به دام عشق، مادالنا، فانی و دون پاسکواله اشاره نمود.